# Observació atípica
En estadística, una observació atípica o dada atípica o és un valor que difereix tan àmpliament de la resta de dades que podem pensar que s'ha comès un error. En el cas d'un estudi, l'aparició de dades atípiques ens indicarà que haurem d'estudiar què ha passat en un moment de temps determinat perquè es doni aquell valor tan allunyat dels altres.